# Selago nigrescens
Selago nigrescens är en flenörtsväxtart som beskrevs av Robert Allen Rolfe. Selago nigrescens ingår i släktet Selago och familjen flenörtsväxter. Inga underarter finns listade i Catalogue of Life.